# Marlyn Pérez
Marlyn Pérez Escalona, född 11 juli 2002, är en kubansk taekwondoutövare.

## Karriär
I juli 2023 var Pérez en del Kubas lag som tog brons i lagtävlingen vid centralamerikanska och karibiska spelen i San Salvador. I oktober 2023 tog hon även brons tillsammans med Arlettys Acosta och Frislaidis Martínez i lagtävlingen vid panamerikanska spelen i Santiago.